# Ruscus
Ruscus es un género con seis especies perteneciente a la familia Asparagaceae, anteriormente Ruscaceae, la que hasta hace pocos años era ubicada dentro de Liliaceae ampliamente definida. El género es nativo del oeste y sur de Europa (Inglaterra), Macaronesia, noroeste de África, y suroeste de Asia al este del Cáucaso.

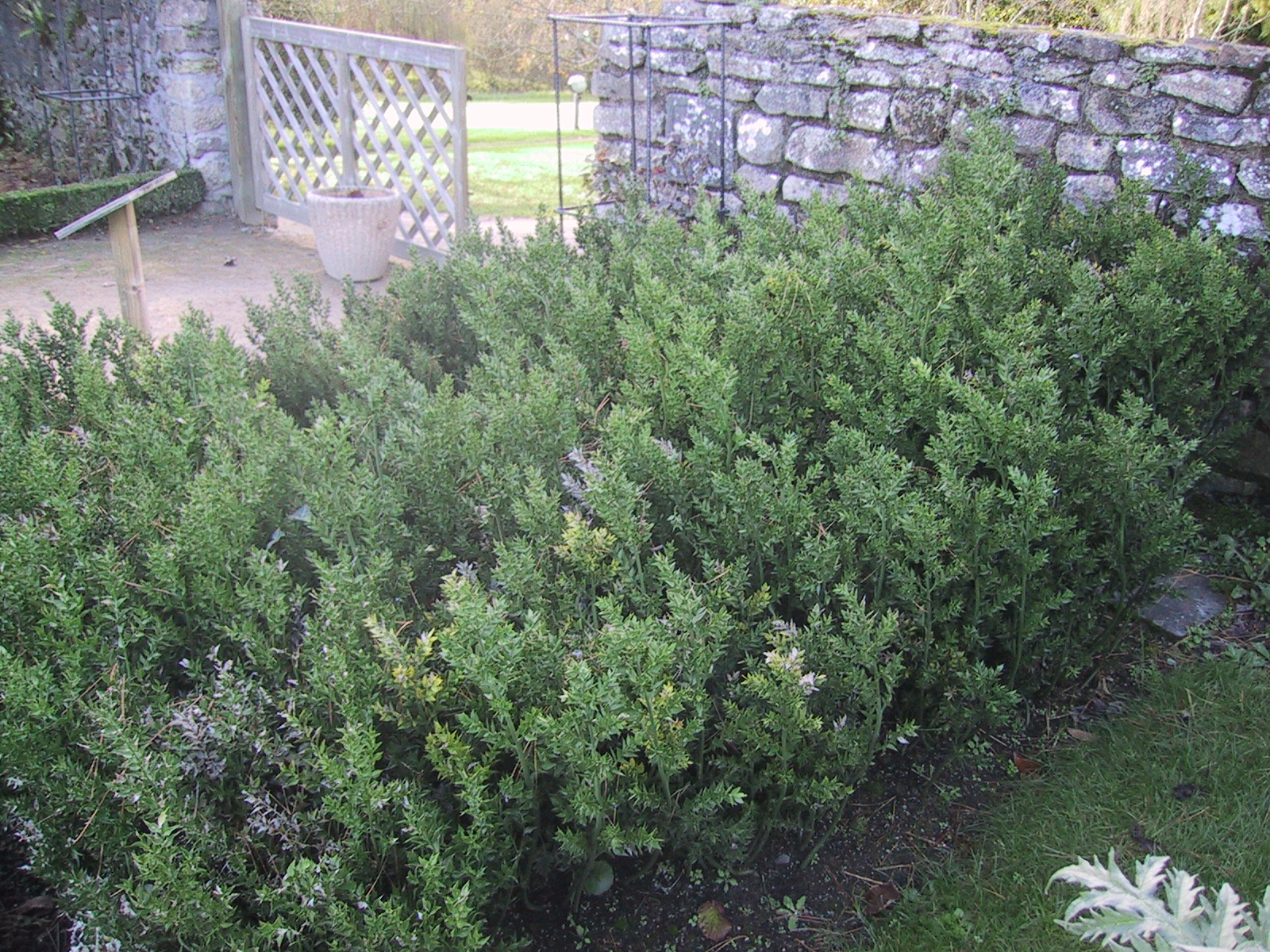
Ruscus aculeatus

## Descripción
Son arbustos perennes que alcanzan 1 m de altura (raramente los 1.2 m). Tiene los tallos ramificados, teniendo tallos semejante a hojas (llamados filodios) de 2-18 cm de longitud y  1-8 cm de ancho. Las verdaderas hojas son diminutas y no efectúan la fotosíntesis. Las flores son pequeñas, blancas con un centro violeta oscuro. El fruto es una baya roja de 5-10 mm de diámetro. 
Así como por semillas, la planta puede extenderse por los rizomas y puede colonizar grandes extensiones.  

## Taxonomía
El género fue descrito por Carlos Linneo   y publicado en Species Plantarum 2: 1041. 1753.

## Especies
- Ruscus aculeatus.  Europa, Azores.
- Ruscus colchicus. Caucaso.
- Ruscus hypoglossum. Centro y sudeste de Europa, Turquía.
- Ruscus hypophyllum. península ibérica, norte de  África.
- Ruscus hyrcanus Woronow Un arbusto endémico y relicto en las Montañas Talish, Azerbaiyán. Protegido en el Parque nacional de Girkan.
- Ruscus microglossus. Sur de  Europa.
- Ruscus streptophyllum. Madeira.